# Sant Jordi d'Alta-riba
Sant Jordi d'Alta-riba és l'església parroquial d'Alta-riba, poble al municipi d'Estaràs, inclosa en l'Inventari del Patrimoni Arquitectònic de Catalunya. L'església és al centre del nucli, d'estil romànic d'una sola nau orientada d'est a oest, realitzada amb carreus irregulars col·locats en filades, excepte les cantoneres de la torre campanar que estan fetes amb carreus regulars de grans dimensions, amb coberta a dues aigües. Actualment, la porta principal d'accés, posterior a la construcció de l'església, és a l'oest amb arc de mig punt rebaixat i adovellat, i a la seva dreta s'alça la torre campanar de planta quadrangular amb quatre obertures, una a cada costat, formades per arcs de mig punt rebaixats, datat el 1775, tal com ho indica, mitjançant una inscripció, una carreu monolític de grans dimensions situat a una de les seves cares, i de la mateixa època és l'ull de bou situat sobre la porta actual que té la funció d'il·luminar l'interior del temple. L'absis de planta semicircular i cobert amb una volta de quart d'esfera, queda amagat per una construcció posterior que forma part del recinte del cementiri, el qual està adossat al mur sud.

## Història
És possible que en un primer moment aquesta església hagués tingut consideració de parròquia, però quan se'n comença a tenir notícies apareix sempre com a sufragània de Santa Fe. L'any 1183, quan encara s'estava acabant de bastir, Berenguer d'Alta-riba, castlà del terme, deixà dos sous per a l'obra Sancti Georgi Alta-riba i perquè els clergues diguessin misses per la seva ànima. El 1358 el bisbe de Vic, Ramon de Bellera, visità l'església i prohibí que es guardés l'eucaristia en un banc de seure, llavors els vilatans construïren un armari de pedra vora l'altar. Fou del bisbat de Vic fins a l'any 1595 en que passà al nou bisbat de Solsona.